# 大谷孝一
大谷 孝一（おおたに こういち）は、日本の保険、海上保険・海上保険法の研究者。学位は、博士（商学）（早稲田大学）。早稲田大学名誉教授。早稲田大学名誉評議員。
日本保険学会理事、日本リスクマネジメント学会理事、明治生命保険社員総代・同名誉総代、明治安田生命・三井生命保険評議員、大蔵省自賠責審議会委員等、国際保険学会（AIDA）理事等を歴任。日本保険学会名誉会員。瑞宝中綬章受章。

## 来歴
満州国奉天市（現在の瀋陽市）生まれ。大学2年の時から葛城照三博士に師事して海上保険学研究を始め（矢野恒太奨学生、東京海上各務記念財団奨学生）、以後早稲田大学商学部教授、早稲田大学商学部長・評議員・商議員、早稲田大学保険研究所所長、早稲田大学ワンダーフォーゲル部部長など学内の役職のほか、横浜国立大学経営学部・中央大学大学院商学研究科・関東学院大学経営学部非常勤講師、大蔵省自賠責審議会委員、財務省地震保険懇談会委員、厚生労働省船員保険制度懇談会委員、厚生労働省船員保険福祉施設譲渡等審査委員会委員、社会保険庁政府管掌健康保険組合東京支部評議会評議員、日本損害保険協会自賠責運用益使途選定委員、公益財団法人損害保険事業総合研究所理事・評議員、日本リスクマネジメント学会理事、日本保険学会評議員・理事、日本経済学会連合理事・事務局長、国際保険学会（AIDA）理事、明治生命保険相互会社社員総代・同名誉総代、三井生命保険相互会社評議員、三井生命保険株式会社アドバイザリー・ボード・メンバー、安田生命保険相互会社総代候補者選考委員会議長、明治安田生命保険相互会社評議員、その他を歴任。
日本保険学会名誉会員、早稲田大学名誉教授、早稲田大学名誉評議員、令和2年春の叙勲で瑞宝中綬章。

### 学歴
- 1965年、早稲田大学第一商学部 卒業
- 1967年、同大学大学院商学研究科修士課程 修了
- 1970年、同大学大学院同研究科博士課程 単位取得退学
- 2000年、博士（商学）早稲田大学：論文

### 職歴
- 1968年 - 1971年、早稲田大学商学部 助手
- 1971年 - 1973年、早稲田大学商学部 専任講師
- 1973年 - 1978年、早稲田大学商学部 助教授
- 1974年 - 1977年、フランス・パリ大学および早稲田大学交換研究員並びに、東京海上各務記念財団奨学生としてパリ大学に留学
- 1978年 - 2012年、早稲田大学商学部 教授
- 1982年 - 1983年、2001年 - 2005年、横浜国立大学経営学部 非常勤講師
- 1994年 - 1985年、中央大学大学院商学研究科経営学部 非常勤講師
- 1994年 - 1996年、早稲田大学商学部長
- 2012年、早稲田大学を定年退職し、早稲田大学名誉教授
- 2021年、早稲田大学名誉評議員

## 学会歴
国内
- 1980年から1988年、日本保険学会 評議員
- 1988年から1988年、日本保険学会 理事
- 2011年 - 、日本保険学会 名誉会員
- 1983年 - 1987年、保険法制研究会 委員
- 1984年11月 - 1985年7月、日本学術会議経済学研究連絡委員会 委員
- 1985年 - 1991年、日本経済学会連合 理事・事務局長
- 1981年 - 2005年、日本経済学会連合 評議員
- 1987年 - 1995年、損害保険法制研究会 委員
- 1991年 - 2004年、日本リスクマネジメント学会 理事
- 2008年 - 2012年、日本ペンクラブ会員

海外
- 1998年 - 2014年、国際保険学会（AIDA）理事

## 公職等
大蔵省・財務省関係
- 1989年 - 1997年、大蔵省自賠責審議会 委員
- 2004年 - 2011年、財務省地震保険懇談会 委員
- 2011年 - 2012年、財務省地震再保険特別会計に関する論点整理に係るWGメンバー
- 2012年4月 - 2012年11月、財務省地震保険制度に関するプロジェクトチームメンバー
- 2012年11月 - 2015年6月、財務省地震保険制度に関するフォローアップ会合メンバー

社会保険庁関係
- 2008年 - 2014年、社会保険庁政府管掌健康保険組合 東京支部評議会 評議員

厚生労働省関係
- 2009年 - 2010年、厚生労働省船員保険制度懇談会 委員
- 2013年 - 2014年、厚生労働省船員保険福祉施設譲渡等審査委員会委員

## 社会的活動
- 1986年 - 1997年、明治生命保険相互会社社員総代
- 1998年 - 2003年、明治生命保険相互会社名誉総代
- 1986年 - 2004年、三井生命保険相互会社評議員
- 1989年 - 1997年、大蔵省自賠責審議会委員
- 1989年 - 1997年、日本損害保険協会自賠責運用益使途選定委員会委員
- 1998年 - 2004年、財団法人損害保険事業総合研究所評議員
- 1999年 - 2007年、日本損害保険協会自賠責運用益使途選定委員会委員
- 1978年 - 2004年6月31日、財団法人損害保険事業総合研究所評議員
- 1978年 - 2010年6月30日、財団法人損害保険事業総合研究所理事
- 1978年 - 2003年12月31日、安田生命保険相互会社総代候補者選考委員会議長
- 1978年 - 2015年7月20日、明治安田生命保険相互会社評議員
- 1978年 - 2010年6月29日、三井生命保険株式会社アドバイザリー・ボード・メンバー
- 1978年 - 2017年3月31日、漁船保険中央会損害審査委員
- 1978年 - 2015年7月28日、全国健康保険協会船員保険協議会委員
- 1978年 - 2017年3月31日、公益財団法人損害保険事業総合研究所評議員

## 賞歴
- 1968年（昭和43年）各務記念賞
- 2000年（平成12年）日本リスクマネジメント学会優秀著作賞
- 2012年（平成24年）山縣勝美賞[7]
- 2020年（令和2年）春の叙勲で瑞宝中綬章受章

## 著書・論文等
「フランス海上保険契約史」「海上保険の理論と実務」「保険論」「はじめて学ぶ損害保険」「マロニエのパリ」等の単著・共著・編著、「テンプルマン海上保険」「アイバミー海上保険法」「グッドエーカー海上保険契約研究】「ロンドン保険協会編・英国海上保険約款の変遷」「フランス保険制度史」「貿易貨物保険の基礎」「現代海上保険」等の訳著・共訳・監訳その他、および論文等多数